# جفری ارنست موریس دی است. کروکس
جفری ارنست موریس دی است. کروکس (انگلیسی: G. E. M. de Ste. Croix؛ (تولد ۸ فوریه ۱۹۱۰) -(مرگ ۵ فوریه ۲۰۰۰)- استاد دانشگاه، و تنیس‌باز اهل بریتانیا بود.
وی همچنین برندهٔ جوایزی همچون عضو آکادمی بریتانیا شده‌است.